# Ministerio de Seguridad Social (Argentina)
El Ministerio de Seguridad Social de Argentina, fue creado durante el gobierno de Fernando de la Rúa mediante Decreto 1366/2001, el 31 de octubre de 2001, y disuelto en diciembre del mismo año. 
Estuvo a cargo por primera vez de Patricia Bullrich, hasta que renunció el 13 de noviembre de 2001, quedando a cargo de forma interina, el ministro de trabajo José Gabriel Dumón.

## Historia
Según el mencionado decreto, era intención de Fernando de la Rúa, entonces presidente de la Nación Argentina, desarrollar una estrategia para transformar el actual modelo de política social focalizada hacia una estrategia general, abarcadora de todos los sectores que hoy se encuentran excluidos de los alcances de la política de seguridad social.
El ministerio tuvo a su cargo la Administración Nacional de la Seguridad Social (ANSeS), y también se le transfirieron la mayor parte de los fondos del ministerio de Desarrollo Social, que redujo sus funciones. El servicio jurídico quedó a cargo del ministerio de Trabajo.
Bullrich buscaba además tener el manejo de los planes sociales y se oponía a que coexistieran dos ministerios sociales. Sin embargo, De la Rúa lo rechazó y prefirió mantener la estructura del ministerio de Desarrollo Social, llevando a que Bullrich renunciase al cargo.
Posteriormente dicho ministerio fue fusionado al Ministerio de Trabajo, Empleo y Formación de Recursos Humanos (renombrado en febrero de 2002 como Trabajo, Empleo y Seguridad Social).

## Competencias
El Artículo 7 del Decreto 1366/2001, que modificó la ley de ministerios, estableció sus atribuciones, que eran «asistir al Presidente de la Nación en todo lo inherente a la seguridad social, promoción y asistencia social, la protección de la familia…»
Las atribuciones fueron modificadas mediante el decreto 1454/2001 del 8 de noviembre de 2001.

## Nómina de Ministros
| N.º | Ministro           | Partido | Partido              | Periodo                                           | Presidente         |
| --- | ------------------ | ------- | -------------------- | ------------------------------------------------- | ------------------ |
| 1   | Patricia Bullrich  |         | Independiente        | 31 de octubre de 2001 - 13 de noviembre de 2001   | Fernando De la Rúa |
| -   | José Gabriel Dumón |         | Unión Cívica Radical | 13 de noviembre de 2001 - 21 de diciembre de 2001 | Fernando De la Rúa |